# Quận Coffee, Alabama
Quận Coffee là một quận thuộc tiểu bang Alabama, Hoa Kỳ.
Quận được đặt tên theo tướng General John Coffee. Dân số năm 2007 là 46.793 người. Quận lỵ đóng tại Elba và Enterprise. 
Quận Coffee ban đầu được một phần của quận Dale được thành lập vào năm 1824. Quận Coffee đã được hình thành từ các phần phía tây của quận Dale vào năm 1841. Nó được đặt tên theo John R. Coffee, một anh hùng trong chiến tranh Creek giai đoạn 1813-14. Quận lỵ đầu tiên là tại Wellborn. Sau khi tòa án đã bị phá hủy bởi hỏa hoạn năm 1851, quận lỵ đã được chuyển đến Elba.

## Địa lý
Theo Cục Điều tra Dân số Hoa Kỳ, quận có tổng diện tích 680 dặm vuông (1,761.2 km2), trong đó 679 dặm vuông (1,758.6 km2) là đất và 1 dặm vuông (2,6 km2) (0,22%) là diện tích mặt nước.